# なごみの塔

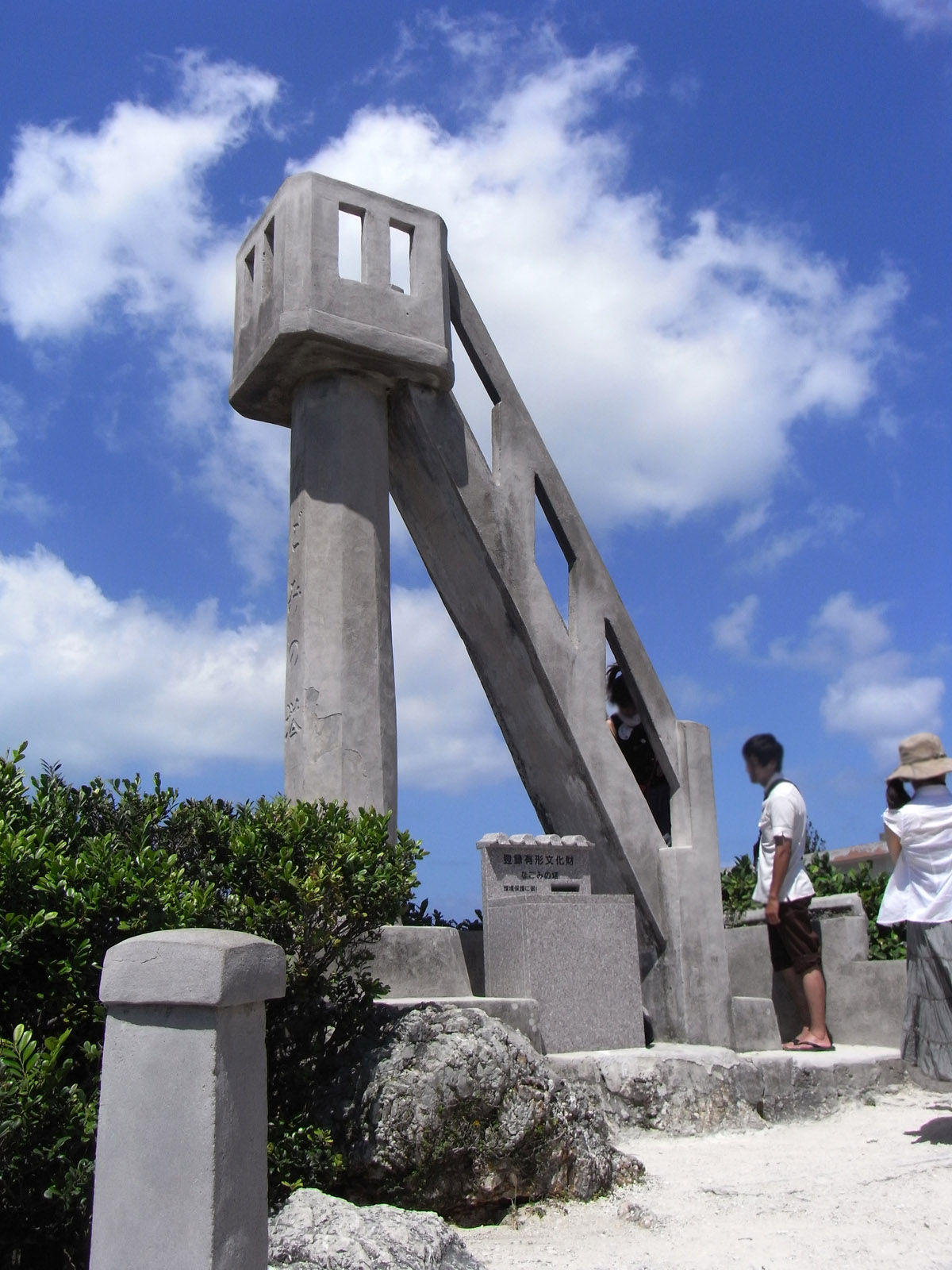
なごみの塔（2009年）

なごみの塔（なごみのとう）は、沖縄県八重山郡竹富町字竹富（竹富島）にある展望塔である。2006年（平成18年）3月27日に国の登録有形文化財に登録されている。老朽化のために閉鎖されており、登り降りはできない。

## 概要
竹富島の玻座間西集落のほぼ中心にある赤山公園の中の高さ約6mの丘に築かれた鉄筋コンクリート構造の塔で、塔自体の高さは4.5m、歩道からの高さは約8.7m。
隆起サンゴ礁でできた全体が平坦な島の中で、最も高い場所のひとつであり、重要伝統的建造物群保存地区に選定された集落の赤瓦の家並みを一望する絶好の場所として観光名所となっていた。
頂上の展望台までは8段の階段が設けられているが、幅約45cm、奥行き約16cmで、段差が約35cmと高く、斜度が約60度もある急なもので、ひとりずつしか昇り降りすることはできない。また、展望台部分も狭く、成人2人分程度のスペースしかない。
2014年（平成26年）3月にトリップアドバイザーが公表した「行ってよかった日本の展望スポット 2014」では、18位にランクインした。
2016年（平成28年）以降、老朽化のため登降が禁止されている。

## 沿革

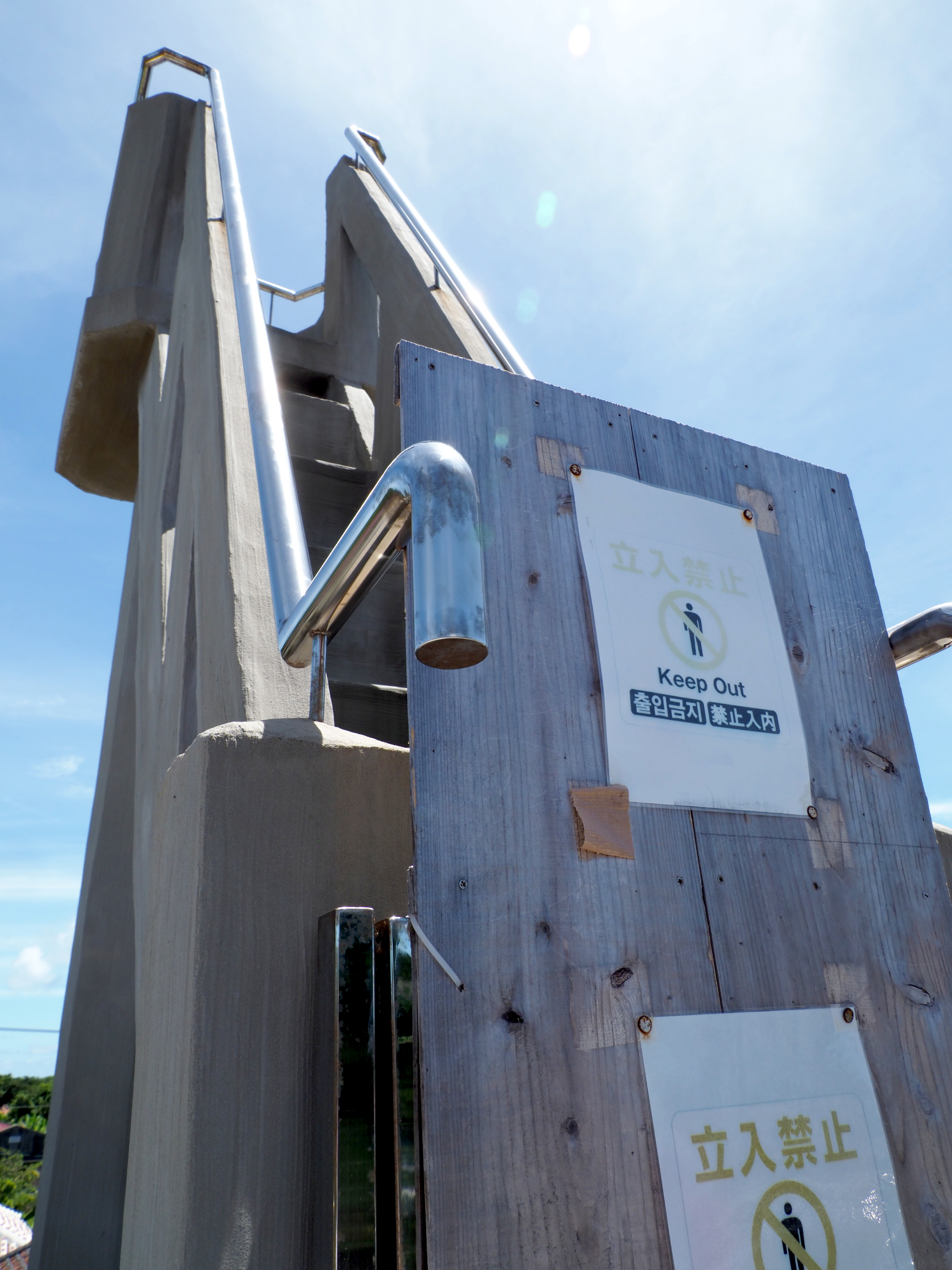
改修後のなごみの塔（2022年）。手すり等が追加され、階段が閉鎖されている。

なごみの塔が建つ赤山は、平家の落人で、竹富島に流れ着いた赤山王の居城跡であるとの言い伝えがある。
1953年（昭和28年）に、西集落の有志が赤山周辺を買い取り公園化した際に、西集落の住民総出で建てられた。銘文によると、1953年（昭和28年）6月25日建立。当初は、この台の上から、集落内に連絡事項を伝えるために放送施設として用いられた。
2016年（平成28年）9月20日から、老朽化のために閉鎖され、登降が禁止されている。しばらくは改修の予定が立たず、再開の見通しも不明なままの時期が続いたが、2019年（令和元年）10月から保存修繕工事が行われた。この塔は文化財に指定されており建て替えはできないため、工事では、高圧洗浄、躯体の剥落や鉄筋のさびの補修、表面から剥離したモルタルの修理、亀裂修理等が行われ、さらに、階段や塔上部への手すりの追加や、階段下への門扉の設置も行われた。工事は2020年（令和2年）2月末に完了した。しかし、国や県は修繕後も不特定多数の人の利用は難しいとの見解を示していて、改修後も利用は制限される予定であり、塔に負荷をかけないよう利用ルールが検討されている。